# Orazio Rancati
Orazio Rancati (Morbegno, 9 marzo 1940 – Sondrio, 17 ottobre 2023) è stato un allenatore di calcio e calciatore italiano, di ruolo centrocampista.

## Carriera

### Giocatore
Si formò nell'Inter, club con il quale esordì in Serie A il 18 ottobre 1959 nell'incontro casalingo contro la Fiorentina, vinto dai nerazzurri per 2-0. Sempre coi meneghini conquistò la convocazione in azzurro alle Giochi olimpici di Roma nel 1960. Nella stagione 1960-1961 si trovò ai margini della rosa, riuscendo a scendere in campo solo in un incontro di Coppa delle Fiere contro il Birmingham City.
La stagione seguente si trasferì dall'Inter al Genoa insieme ad altri tre giocatori, Livio Fongaro, Mario Da Pozzo e Edwing Roland Firmani. L'esperienza in maglia rossoblù fu molto breve, poiché già nel novembre del 1961 venne ingaggiato dalla Reggiana.
Dall'Emilia la stagione seguente si trasferì nelle Marche, in Serie C, tra le file della Civitanovese. Nel 1963 tornò a giocare in Serie B con la Triestina. Con il club alabardato rimase due stagioni prima di trasferirsi nel 1965 in Romagna, dove militò due anni nel Cesena e altri due nell'Imola.
Lasciò la Romagna nel 1969 per giocare nella Parmense che, a stagione in corso, cambiò nome in Parma. Coi ducali rimase un altro biennio, divenendo un giocatore fondamentale dell'undici crociato. Dopo il periodo in Emilia si accasò per un anno all'Asti Ma.Co.Bi.

### Allenatore
Nel 1973 torna nella sua terra d'origine assumendo la guida del Sondrio. Con i biancoazzurri, nelle vesti di allenatore-giocatore, conquistò nel 1981 la promozione in Serie D.

## Palmarès

### Giocatore

#### Competizioni nazionali
- Campionato italiano Serie D: 2

Imola: 1968-1969 (girone D)
Parma: 1969-1970 (girone B)

### Allenatore

#### Competizioni nazionali
- Prima Categoria: 1

Sondrio: 1977-1978
- Promozione: 1

Sondrio: 1980-1981